# Eucyclops agilis
Eucyclops agilis är en kräftdjursart som först beskrevs av Koch 1838.  Eucyclops agilis ingår i släktet Eucyclops och familjen Cyclopidae.

## Underarter
Arten delas in i följande underarter:
- E. a. agilis
- E. a. montanus